# Smarden
Smarden is een civil parish in het bestuurlijke gebied Ashford, in het Engelse graafschap Kent met 1301 inwoners.